# Иван Притъргов (стадион)
Стадион „Иван Притъргов“ е футболен стадион в квартал Долно Езерово, Бургас, който се намира северозападно от центъра на града. До април 2023 г. стадионът се нарича „Червено знаме“. Преименуван е в чест на великия български футболист и легенда на „Черноморец Бургас“ – Иван Притъргов.

## Общи данни
Разполага със самостоятелно отопление, съблекални, съдийска стая, зала за самоподготовка и теоретични занимания.

## Галерия
- Трибуна на стадион „Червено знаме“